# Mamestra lutina
Mamestra lutina là một loài bướm đêm trong họ Noctuidae.